# Septième circonscription législative d'Estonie

Localisation de la circonscription

La Septième circonscription législative d'Estonie est une circonscription électorale estonienne. Cette circonscription se compose d'un Maakond : Région du Viru oriental. Elle est représentée par 8 sièges au Riigikogu.

## Résultats

### Années 2020

#### 2023
| Parti                  | Parti                                         | Voix   | %     | +/-   | Sièges | +/-           | A.S.c. |
| ---------------------- | --------------------------------------------- | ------ | ----- | ----- | ------ | ------------- | ------ |
|                        | Parti du centre d'Estonie (EKE)               | 7 621  | 25,80 | 24,92 | 1      | 2             | -      |
|                        | Parti de la gauche unie d'Estonie (EÜVP)      | 4 397  | 14,88 | 14,64 | 0      | en stagnation | -      |
|                        | Parti de la réforme d'Estonie (ERE)           | 4 173  | 14,12 | 0,17  | 1      | en stagnation | -      |
|                        | Parti populaire conservateur d'Estonie (EKRE) | 2 476  | 8,38  | 0,11  | 0      | en stagnation | +1     |
|                        | Estonie 200 (E200)                            | 2 454  | 8,31  | 4,57  | 0      | en stagnation | -      |
|                        | Parti social-démocrate (SDE)                  | 2 250  | 7,62  | 7,22  | 0      | 1             | -      |
|                        | Isamaa (IE)                                   | 1 171  | 3,96  | 2,58  | 0      | en stagnation | -      |
|                        | La Droite (P)                                 | 282    | 0,95  | Nv.   | 0      | en stagnation | -      |
|                        | Parti vert estonien (EER)                     | 140    | 0,47  | 0,29  | 0      | en stagnation | -      |
|                        | Indépendants                                  | 4 578  | 15,50 | -     | 0      | en stagnation |        |
|                        |                                               |        |       |       |        |               |        |
| Votes valides          | Votes valides                                 | 29 542 | 99,11 |       |        |               |        |
| Votes invalides        | Votes invalides                               | 265    | 0,89  |       |        |               |        |
| Total                  | Total                                         | 29 807 | 100   | -     | 2      | 3             | 1      |
| Abstentions            | Abstentions                                   | 34 090 | 53,35 |       |        |               |        |
| Inscrits/Participation | Inscrits/Participation                        | 63 897 | 46,65 |       |        |               |        |

| Parti | Parti | Députés          |
| ----- | ----- | ---------------- |
|       | EKE   | - Jana Toom      |
|       | ERE   | - Meelis Kiili   |
|       | EKRE  | - Arvo Aller (C) |

### Années 2010

#### 2019
| Parti                  | Parti                                         | Voix   | %     | +/-  | Sièges | +/-           | A.S.c. |
| ---------------------- | --------------------------------------------- | ------ | ----- | ---- | ------ | ------------- | ------ |
|                        | Parti du centre d'Estonie (EKE)               | 13 700 | 50,72 | 8,23 | 3      | 1             | -      |
|                        | Parti social-démocrate (SDE)                  | 4 008  | 14,84 | 0,53 | 1      | en stagnation | -      |
|                        | Parti de la réforme d'Estonie (ERE)           | 3 769  | 13,95 | 2,02 | 1      | en stagnation | -      |
|                        | Parti populaire conservateur d'Estonie (EKRE) | 2 234  | 8,27  | 5,17 | 0      | en stagnation | +1     |
|                        | Isamaa (IE)                                   | 1 767  | 6,54  | 1,66 | 0      | en stagnation | -      |
|                        | Estonie 200 (E200)                            | 1 011  | 3,74  | Nv.  | 0      | en stagnation |        |
|                        | Parti vert estonien (EER)                     | 204    | 0,76  | 0,47 | 0      | en stagnation |        |
|                        | Parti libre d'Estonie (EVA)                   | 149    | 0,55  | 1,84 | 0      | en stagnation |        |
|                        | Parti de la biodiversité (EE)                 | 106    | 0,39  | Nv.  | 0      | en stagnation |        |
|                        | Parti de la gauche unie d'Estonie (EÜVP)      | 65     | 0,24  | 0,07 | 0      | en stagnation |        |
|                        |                                               |        |       |      |        |               |        |
| Votes valides          | Votes valides                                 | 27 013 | 98,54 |      |        |               |        |
| Votes invalides        | Votes invalides                               | 401    | 1,46  |      |        |               |        |
| Total                  | Total                                         | 27 414 | 100   | -    | 5      | 1             | 1      |
| Abstentions            | Abstentions                                   | 29 422 | 52,77 |      |        |               |        |
| Inscrits/Participation | Inscrits/Participation                        | 56 836 | 48,23 |      |        |               |        |

| Parti | Parti | Députés                                            |
| ----- | ----- | -------------------------------------------------- |
|       | EKE   | - Jana Toom - Martin Repinski - Mihhail Stalnuhhin |
|       | SDE   | - Katri Raik                                       |
|       | ERE   | - Eerik-Niiles Kross                               |
|       | EKRE  | - Riho Breivel (C)                                 |

#### 2015
| Parti                  | Parti                                         | Voix   | %     | +/-  | Sièges | +/-           | A.S.c. |
| ---------------------- | --------------------------------------------- | ------ | ----- | ---- | ------ | ------------- | ------ |
|                        | Parti du centre d'Estonie (KESK)              | 20 328 | 58,95 | 4,45 | 4      | en stagnation | -      |
|                        | Parti social-démocrate (SDE)                  | 4 935  | 14,31 | 1,88 | 1      | en stagnation | -      |
|                        | Parti de la réforme d'Estonie (ERE)           | 4 114  | 11,93 | 0,60 | 1      | en stagnation | -      |
|                        | Union Pro Patria et Res Publica (IRL)         | 2 826  | 8,20  | 2,51 | 0      | 1             | -      |
|                        | Parti populaire conservateur d'Estonie (EKRE) | 1 068  | 3,10  | 0,19 | 0      | en stagnation | -      |
|                        | Parti libre d'Estonie (EVA)                   | 825    | 2,39  | Nv.  | 0      | en stagnation | -      |
|                        | Parti de l'unité nationale (RÜE)              | 174    | 0,50  | Nv.  | 0      | en stagnation | -      |
|                        | Parti vert estonien (EER)                     | 100    | 0,29  | 1,59 | 0      | en stagnation | -      |
|                        | Parti de la gauche unie estonienne (EUV)      | 58     | 0,17  | Nv.  | 0      | en stagnation | -      |
|                        | Parti de l'indépendance estonienne (EIP)      | 54     | 0,16  | 0,02 | 0      | en stagnation | -      |
|                        |                                               |        |       |      |        |               |        |
| Votes valides          | Votes valides                                 | 34 482 | 98,91 |      |        |               |        |
| Votes invalides        | Votes invalides                               | 381    | 1,09  |      |        |               |        |
| Total                  | Total                                         | 34 863 | 100   | -    | 6      | 1             | 0      |
| Abstentions            | Abstentions                                   | 28 517 | 44,99 |      |        |               |        |
| Inscrits/Participation | Inscrits/Participation                        | 63 380 | 55,01 |      |        |               |        |

| Parti | Parti | Députés                                                          |
| ----- | ----- | ---------------------------------------------------------------- |
|       | EKE   | - Jana Toom - Valeri Korb - Martin Repinski - Mihhail Stalnuhhin |
|       | SDE   | - Jevgeni Ossinovski                                             |
|       | ERE   | - Deniss Boroditš                                                |

#### 2011
| Parti                  | Parti                                          | Voix   | %     | +/-  | Sièges | +/-           | A.S.c. |
| ---------------------- | ---------------------------------------------- | ------ | ----- | ---- | ------ | ------------- | ------ |
|                        | Parti du centre d'Estonie (EKE)                | 20 363 | 54,50 | 0,02 | 4      | en stagnation | -      |
|                        | Parti de la réforme d'Estonie (ERE)            | 4 680  | 12,53 | 3,03 | 1      | en stagnation | -      |
|                        | Parti social-démocrate (SDE)                   | 4 650  | 12,45 | 8,22 | 1      | 1             | +1     |
|                        | Union Pro Patria et Res Publica (IRL)          | 4 001  | 10,71 | 1,96 | 1      | 1             | -      |
|                        | Parti russe en Estonie (VEE)                   | 1 485  | 3,97  | 3,06 | 0      | en stagnation | -      |
|                        | Union populaire estonienne (ERL)               | 1 088  | 2,91  | 6,03 | 0      | en stagnation | -      |
|                        | Les Verts (EER)                                | 704    | 1,88  | 1,65 | 0      | en stagnation | -      |
|                        | Parti des démocrates-chrétiens estoniens (EKD) | 227    | 0,61  | 0,73 | 0      | en stagnation | -      |
|                        | Parti de l'indépendance estonienne (EIP)       | 54     | 0,14  | Abs. | 0      | en stagnation | -      |
|                        | Indépendants                                   | 108    | 0,29  | -    | 0      | en stagnation |        |
|                        |                                                |        |       |      |        |               |        |
| Votes valides          | Votes valides                                  | 37 360 | 98,38 |      |        |               |        |
| Votes invalides        | Votes invalides                                | 615    | 1,62  |      |        |               |        |
| Total                  | Total                                          | 37 975 | 100   | -    | 7      | 2             | 1      |
| Abstentions            | Abstentions                                    | 29 629 | 43,83 |      |        |               |        |
| Inscrits/Participation | Inscrits/Participation                         | 67 604 | 56,17 |      |        |               |        |

| Parti | Parti | Députés                                                                |
| ----- | ----- | ---------------------------------------------------------------------- |
|       | EKE   | - Mihhail Stalnuhhin - Eldar Efendijev - Lembit Kaljuvee - Valeri Korb |
|       | ERE   | - Kristiina Ojuland                                                    |
|       | SDE   | - Jevgeni Ossinovski - Jaak Allik (C)                                  |
|       | IRL   | - Erki Nool                                                            |